# Sjarhej Volkaŭ
Sjarhej Aljaksandravič Volkaŭ (in bielorusso Сяргей Аляксандравіч Волкаў?; traslitterazione anglosassone: Syarhey Volkaw; 27 gennaio 1999) è un calciatore bielorusso, centrocampista del Kuban'.

## Caratteristiche tecniche
È un trequartista.

## Carriera

### Club
Cresciuto nel settore giovanile del Vicebsk, nel 2017 è stato ceduto in prestito all'Orša con cui ha debuttato fra i professionisti disputando l'incontro di Kubak Belarusi perso 6-0 contro lo Šachcër Salihorsk.

### Nazionale
Ha giocato nella nazionale bielorussa Under-21.
Il 26 febbraio 2020 ha esordito con la nazionale maggiore bielorussa disputando l'amichevole vinta 1-0 contro la Bulgaria.

## Statistiche
Statistiche aggiornate al 17 marzo 2020.

### Presenze e reti nei club
| Stagione        | Squadra         | Campionato      | Campionato | Campionato | Coppe nazionali | Coppe nazionali | Coppe nazionali | Coppe continentali | Coppe continentali | Coppe continentali | Altre coppe | Altre coppe | Altre coppe | Totale | Totale | Totale |
| Stagione        | Squadra         | Comp            | Pres       | Reti       | Comp            | Pres            | Reti            | Comp               | Pres               | Reti               | Comp        | Pres        | Reti        | Pres   | Reti   |        |
| --------------- | --------------- | --------------- | ---------- | ---------- | --------------- | --------------- | --------------- | ------------------ | ------------------ | ------------------ | ----------- | ----------- | ----------- | ------ | ------ | ------ |
| 2017            | Orša            | 1L              | 5          | 0          | CB              | 1               | 0               |                    | -                  | -                  |             | -           | -           | 6      | 0      |        |
| 2018            | Vicebsk         | VL              | 2          | 0          | CB              | 4               | 0               |                    | -                  | -                  |             | -           | -           | 6      | 0      |        |
| 2019            | Vicebsk         | VL              | 17         | 1          | CB              | 2               | 0               | UEL                | 1                  | 0                  |             | -           | -           | 20     | 1      |        |
| Totale carriera | Totale carriera | Totale carriera | 24         | 1          |                 | 7               | 0               |                    | 1                  | 0                  |             | -           | -           | 32     | 1      |        |

### Cronologia presenze e reti in nazionale
| Cronologia completa delle presenze e delle reti in nazionale ― Bielorussia | Cronologia completa delle presenze e delle reti in nazionale ― Bielorussia | Cronologia completa delle presenze e delle reti in nazionale ― Bielorussia | Cronologia completa delle presenze e delle reti in nazionale ― Bielorussia | Cronologia completa delle presenze e delle reti in nazionale ― Bielorussia | Cronologia completa delle presenze e delle reti in nazionale ― Bielorussia | Cronologia completa delle presenze e delle reti in nazionale ― Bielorussia | Cronologia completa delle presenze e delle reti in nazionale ― Bielorussia |
| Data                                                                       | Città                                                                      | In casa                                                                    | Risultato                                                                  | Ospiti                                                                     | Competizione                                                               | Reti                                                                       | Note                                                                       |
| -------------------------------------------------------------------------- | -------------------------------------------------------------------------- | -------------------------------------------------------------------------- | -------------------------------------------------------------------------- | -------------------------------------------------------------------------- | -------------------------------------------------------------------------- | -------------------------------------------------------------------------- | -------------------------------------------------------------------------- |
| 26-2-2020                                                                  | Sofia                                                                      | Bulgaria                                                                   | 0 – 1                                                                      | Bielorussia                                                                | Amichevole                                                                 | -                                                                          | 78’                                                                        |
| Totale                                                                     |                                                                            | Presenze                                                                   | 1                                                                          |                                                                            | Reti                                                                       | 0                                                                          |                                                                            |

## Palmarès

### Club

#### Competizioni nazionali
- Supercoppa di Bielorussia: 1

BATĖ Borisov: 2022